# Psidium sorocabense
Psidium sorocabense är en myrtenväxtart som beskrevs av Otto Karl Berg. Psidium sorocabense ingår i släktet Psidium och familjen myrtenväxter. Inga underarter finns listade i Catalogue of Life.